# أوياك رينو
أوياك رينو (بالتركية: Oyak-Renault GSD)‏ هو فريق كرة سلة تركي تأسس في سنة 1974 يقع مقره في بورصة، منطقة مرمرة، تركيا. ينافس في الدوري التركي لكرة السلة.

## أبرز اللاعبين
من أبرز اللاعبين الذين لعبوا معه:
- بن هاندلوغتين
- جريج ستيمسما
- لورينزو تشارلز
- مارك ساليرس
- محمد أوكور
- مدحت ديميريل
- أولو فاموتيمي
- جيمس ميس

## وصلات خارجية
- الموقع الرسمي